# موريس هيكس
موريس هيكس (بالإنجليزية: Maurice Hicks)‏ هو لاعب كرة قدم أمريكية أمريكي، ولد في 22 يوليو 1978 في إمبوريا في الولايات المتحدة.

## وصلات خارجية
- موريس هيكس على موقع مرجع كرة القدم المحترفة.كوم (الإنجليزية)
- موريس هيكس على موقع JustSportsStats.com (الإنجليزية)